# Shameless (Billy Joel)
Shameless è un singolo del cantautore statunitense Billy Joel, pubblicato nel 1989 ed estratto dall'album Storm Front.

## Cover
Nel 1991 l'artista country Garth Brooks ha realizzato una cover del brano, pubblicandola come singolo estratto dall'album Ropin' the Wind.